# 总路咀镇
总路咀镇，是中华人民共和国湖北省黄冈市团风县下辖的一个乡镇级行政单位。

## 行政区划
总路咀镇下辖以下地区：
总路咀社区、黄家铺村、神树铺村、夕阳冲村、瓦土库村、郑家岗村、上畈村、长林岗村、宋家坳村、林家桥村、卢家塝村、黄泥塘村、肖石坳村、茶场村、总路咀村、冷水井村、双河口村、茶铺村、东江河村、锥子河村和汪港村。